# Observatoire astronomique de Moletai
L'observatoire astronomique de Moletai (en lituanien Molėtų astronomijos observatorija, MAO) est un observatoire astronomique situé en Lituanie et construit en 1969 par l'université de Vilnius. L'observatoire est situé dans le village de Kulionys, dépendant de la municipalité de Moletai, à une soixantaine de kilomètres au nord de Vilnius.

## Historique
Ce nouvel observatoire astronomique fut édifié en 1969 pour remplacer le précédent datant de 1753, qui était situé dans le parc Vingis aujourd'hui enclavé dans la métropole de Vilnius. Le lieu choisi se porta sur la colline de Kaldiniai, dominant le village de Kulionys, situé à une dizaine de kilomètres au nord de Moletai. L'observatoire de Moletai fut équipé notamment du télescope de type Cassegrain de 63 cm, provenant de l'observatoire de l'université de Vilnius.

## Caractéristiques
Le MAO possède :
- Télescope de type Maksoutov de 35 cm (f/3.5), qui a remplacé le premier télescope de 25 cm datant 1975,
- Télescope de type Cassegrain de 63 cm,
- Télescope Ritchey-Chrétien de 165 cm, qui est un des plus grands situés en Europe du Nord.